# José María Elorrieta
José María Elorrieta (né en 1921 et mort en 1974) est un scénariste et réalisateur espagnol. Il a écrit et réalisé un certain nombre de westerns spaghetti.
Son fils Javier est également réalisateur.

## Filmographie
- 1946 : Ginesito (es) (inachevé)[2]
- 1953 : María Dolores (en)
- 1954 : Tres huchas para Oriente
- 1954 : Toreros por alegrías
- 1955 : Al fin solos
- 1956 : El fenómeno
- 1957 : Flammes sur le Vietnam
- 1958 : Habanera
- 1958 : Muchachas en vacaciones (es)
- 1959 : Pasa la tuna (es)
- 1960 : La corista (es)
- 1961 : La bella Mimí
- 1961 : Esa pícara pelirroja
- 1961 : Les Religieuses (Canción de cuna)
- 1962 : Les Conquérants du Pacifique (Los conquistadores del Pacifico)
- 1962 : Usted tiene ojos de mujer fatal (es)
- 1962 : Rosa de Lima
- 1963 : L'Attaque de Fort Grant (Fuerte perdido)
- 1963 : El diablo en vacaciones
- 1963 : La carga
- 1964 : La Furie des Apaches (El hombre de la diligencia)
- 1964 : L'Attaque de Fort Grant (Fuerte perdido)
- 1965 : El halcón de Castilla
- 1966 : La muchacha del Nilo
- 1967 : El tesoro de Makuba (en)
- 1967 : Une balle, c'est ton prix (Los siete de Pancho Villa)
- 1967 : Una bruja sin escoba (de)
- 1968 : La esclava del paraíso
- 1968 : Le diable aime les bijoux (Las joyas del diablo)
- 1971 : La Malédiction du vampire (La llamada del vampiro)
- 1971 : Les Amants du diable (es) (Las amantes del diablo)